# Thommen (Burg-Reuland)
Thommen ist ein Dorf in der belgischen Eifel mit 248 Einwohnern, das zur Gemeinde Burg-Reuland in der Provinz Lüttich gehört. Thommen liegt in der Deutschsprachigen Gemeinschaft Belgiens und war bis zur Gemeindefusion von 1977 eine eigenständige Gemeinde.

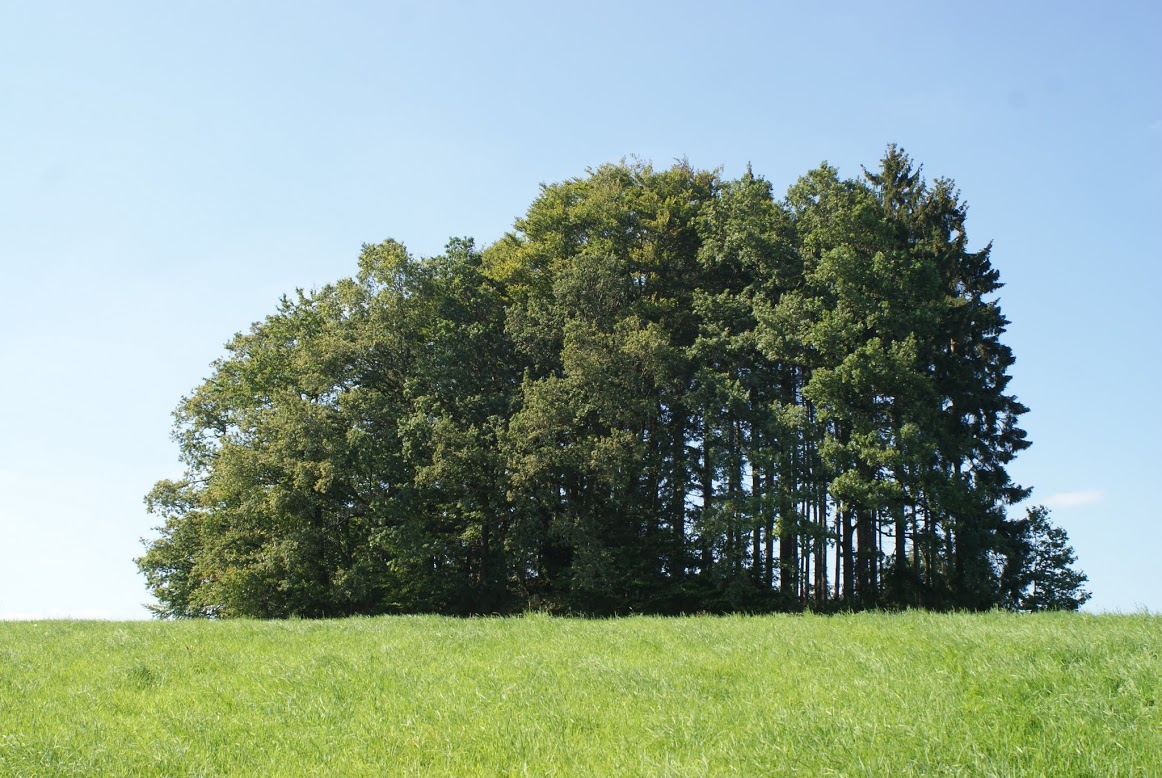
Hügelgrab am Hochtumskopf

## Geografie
Thommen grenzt an Espeler, Aldringen, Grüfflingen, Oudler und Maldingen.
Zwischen Aldringen, Thommen und Espeler verläuft der Thommer Bach. Er fließt durch das Naturschutzgebiet Thommen, speist den Thommer Weiher und fließt an der Thommer Mühle vorbei in südlicher Richtung zur Ulf (Our).

## Geschichte
Das Dorf Thommen oder Tumbas wurde in zwei Akten von 816 und 846 der Abtei Prüm erwähnt. Der Name deutet auf eine Villa oder einen Palast (lat. pallatium ad tumbas) fränkischer Könige  an dem Ort. Ad tumbas deutet auf die in der Nähe befindlichen Hügelgrab am Hochtumsknopf zwischen Thommen und dem Nachbarort Maldingen. Andere schriftliche Quellen berichten von einer Kapelle im Jahre 814.
Nach Meyers Orts- und Verkehrslexikon hatte Thommen im Kreis Malmedy 1912/1913 2235 Einwohner.

### Ortschaften in der früheren Gemeinde
- Aldringen
- Braunlauf
- Espeler
- Grüfflingen
- Hasselbach
- Lengeler
- Maldingen
- Maspelt
- Neumühle
- Oudler
- Schirm
- Thommerberg (liegt zwischen Bracht und Maspelt)
- Weisten
- Weistervenn

## St.-Remaklus-Kirche

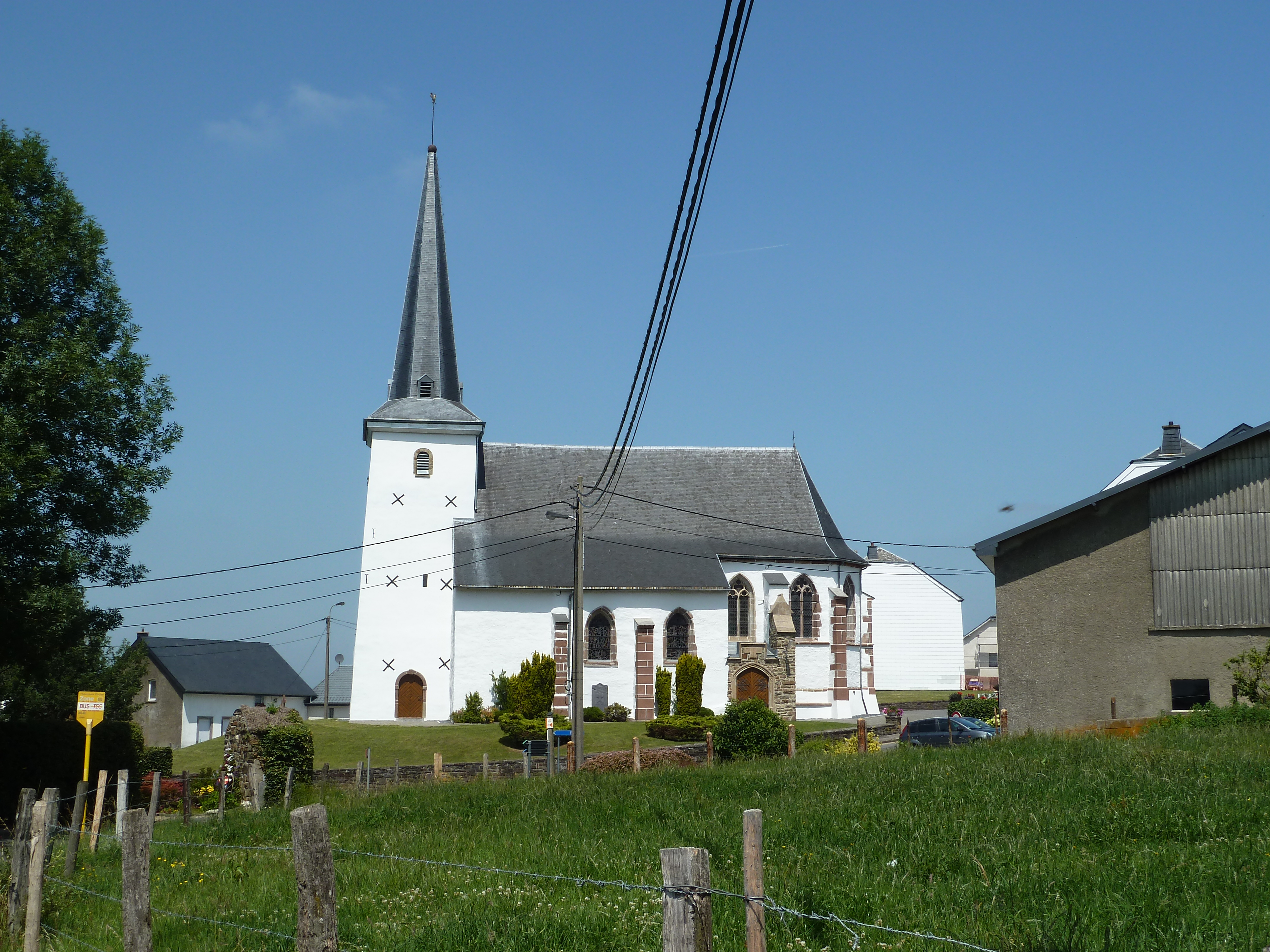
St.-Remaklus-Kirche in Thommen

Die auf einer Anhöhe errichtete St.-Remaklus-Kirche wurde im 16. Jahrhundert im gotischen Stil errichtet. Offenbar stand an dieser Stelle allerdings schon vorher eine Kultstätte. 1890 wurde das Langhaus der Kirche erneuert, weitere Umbauarbeiten erfolgten im 20. Jahrhundert. Die Kirche steht seit 1983 unter Denkmalschutz.